# کروکز (دهانه)
کروکز یک دهانه برخوردی در ماه‌ است.

## دهانه‌های اقماری
این دهانه ۳ دهانه اقماری دارد.
| Crookes | عرض جغرافیایی | طول جغرافیایی | قطر          |
| ------- | ------------- | ------------- | ------------ |
| P       | ۱۱.۷° S       | ۱۶۵.۸° W      | ۲۱.۰ کیلومتر |
| D       | ۹.۶° S        | ۱۶۲.۸° W      | ۴۱.۰ کیلومتر |
| X       | ۶.۶° S        | ۱۶۶.۲° W      | ۲۴.۰ کیلومتر |